# Philomeces melasomus
Philomeces melasomus là một loài bọ cánh cứng trong họ Cerambycidae.